# Callinesia venusta
Callinesia venusta är en insektsart som beskrevs av George Willis Kirkaldy 1907. Callinesia venusta ingår i släktet Callinesia och familjen vedstritar.
Artens utbredningsområde är Fiji. Inga underarter finns listade i Catalogue of Life.